# Aquilegia lucensis
Aquilegia lucensis är en ranunkelväxtart som beskrevs av E.Nardi. Aquilegia lucensis ingår i släktet aklejor, och familjen ranunkelväxter. Inga underarter finns listade i Catalogue of Life.